# Скачко, Анатолий Евгеньевич
Анато́лий Евге́ньевич Скачко́ (Скачко́в)  (11 (23) мая 1879 — 28 декабря 1941) — советский военачальник и государственный деятель. Офицер военного времени Русской императорской армии, в годы Гражданской войны — командующий 2-й Украинской советской армией, в 30-е годы — заместитель председателя Комитета Севера при ЦИК СССР; журналист, редактор, писатель (литературный псевдоним — Анатолий Альгин ).

## Биография
Родился в Полтаве в семье чиновника—землемера. Национальность — русский украинского происхождения. До 1917 года имел фамилию «Скачков».
Закончил Московский межевой институт (в 1900 году) и Женевский университет, факультет общественных наук. Имел специальность межевого инженера, владел французским языком.
В 1900 – 1901 годах проходил одногодичную действительную военную службу в 141-м пехотном Можайском полку (г. Орёл) рядовым на правах вольноопределяющегося. В 1901 году, в унтер-офицерском звании, выдержав экзамен на чин прапорщика запаса, уволен с армии с последующим производством в офицерский чин прапорщика (ВП от 03.10.1901). Состоял в запасе армейской пехоты.
В период 1902–1914 годов служил по гражданскому ведомству, одновременно занимался литературной деятельностью: писал очерки, заметки и рассказы на бытовые темы, печатавшиеся в периодических изданиях.
Участник Первой мировой войны. 
 По объявлению мобилизации призван на действительную службу в Государственное ополчение, затем переведен в 131-й пехотный Тираспольский полк, в составе которого с 23.11.1914 участвовал в боях на Юго-Западном фронте (в Галиции, на реке Сан). В 1914 году — младший офицер 14-й роты полка, В 1915 — командующий 5-й ротой, затем — начальник команды разведчиков полка.
В апреле 1915 был тяжело ранен и эвакуирован в тыл на излечение. В начале 1916 года вернулся в свой полк, находившийся на Северном фронте, на реке Западная Двина, и в марте 1916 назначен на должность полкового адъютанта.
За боевые отличия удостоен орденов Святого Владимира 4-й степени с мечами и бантом (ВП от 25.12.1915 ), Святой Анны 4-й степени с надписью «За храбрость» (ВП от 10.05.1916 ). 
Произведен в подпоручики (ВП от 06.02.1917, со старшинством с 19.07.1915), затем в поручики (ВП от 08.02.1917, со старшинством с 11.06.1916), затем в штабс-капитаны (ВП от 11.02.1917, со старшинством с 11.12.1916).
После Февральской революции 1917 года — член офицерского исполкома 12-й армии. В июльские дни 1917 года в составе революционных войск Временного правительства участвовал во взятии Петропавловской крепости. С ноября 1917 — выборный командир 131-го пехотного Тираспольского полка. 
С 1918 года — член РКП(б).
Участник Гражданской войны. 
В январе 1919 — начальник штаба Украинской советской резервной армии, а с 6 февраля — командующий группой войск Харьковского направления, в апреле–мае 1919 — командующий 2-й Украинской советской армией.
Приказом от 4 июня 1919 года Украинский фронт РККА был расформирован, причём 2-я Украинская армия преобразована в 14-ю армию РККА и оставлена в составе Южного фронта. А. Е. Скачко оставался командующим 14-й армией до 7 июня 1919 года, когда сдал командование армией К. Е. Ворошилову.
Затем был направлен на Северный Кавказ. В 1919 году был на подпольной работе в Дагестане против Деникина.
В январе 1920 по инициативе Совета Обороны (Дж. Коркмасов), рассмотренной КавКрайкомом, был направлен в Турцию для привлечения их к совместной борьбе против интервенции. После оккупации Стамбула англичанами (16 марта 1920) сближается с руководством ВНСТ (М. Кемаль – Ататюрк) и в апреле 1920 года сопровождает первую турецкую делегацию (рук. Халил-Паша) к Ленину. Делегация по пути к Ленину посещает Дагестан. Имеет свидание с Коркмасовым, подписавшим 16 марта 1921 года в Кремле, вместе с Чичериным, договор о дружбе РСФСР с ВНСТ.
После Гражданской войны с июня 1921 по январь 1922 года А. Е. Скачко — заведующий художественным отделом Главполитпросвета. В 1922–1923 годах — заведующий Отделом национальных меньшинств Наркомнаца, затем — сотрудник Представительства Дагестанской АССР при Президиуме ВЦИК. 
14 декабря 1922 года по распоряжению ЦК РКП (б) назначен ректором Института востоковедения Наркомнаца. 
В 1929 г. сборник «Советский Север» впервые ознакомил советскую общественность с природными условиями, бытом, культурой и историей коренного населения Севера. На VI расширенном Пленуме Комитета Севера А. Е. Скачко в 1929 г. поднял вопрос  землеустройства малых народностей Севера, представлявшегося многим территорией, «где на одного человека приходятся сотни километров земли», где население с землей не связано, где оно не имеет постоянного места жительства, вечно «бродит» без всякого порядка и системы, «теряясь в бескрайних пространствах никем не измеренной и никем даже не исхоженной земли», чтобы землеустройство стало основой в программу государственных мероприятий и её финансирования.
В 1930-х годах Скачко — заместитель председателя Комитета Севера при ЦИК СССР, член редколлегии общественно-научного журнала «Советский Север». Занимался вопросами освоения Крайнего Севера и Дальнего Востока, развитием культуры коренных народов этих регионов и проблемой их интеграции в социалистическое общество и в СССР в целом.
Написал ряд очерков (в том числе о Гражданской войне), научных трудов о народах Севера, научно-фантастическую повесть «Может быть – завтра», впервые опубликованную в 1930 году в журнале «Борьба миров». Редактировал «Сборник по оленеводству, тундровой ветеринарии и зоотехнике» , изданный в 1932 году. В 1935 году подал материалы на соискание учёного звания.
В 1937 году репрессирован. 8 августа 1937 арестован НКВД, 28 декабря 1941 умер в Каргопольском лагере. Реабилитирован 26 октября 1955 года Верховным судом СССР.